# 吉田拓郎 LIVE 2012
『吉田拓郎 LIVE 2012』（よしだたくろうらいぶ2012）とは2012年11月6日にNHKホールで行われた吉田拓郎のライブを収録した映像作品及びライブ・アルバムである。2013年1月30日にavex traxから発売された。

## 解説
前年行われた首都圏ライブツアー「吉田拓郎 LIVE 2012」のNHKホール公演を収録した作品で、BD、DVD、CD付きDVDの三形態が発売された。
ライブDVDとしては2006年の『Forever Young Concert in つま恋』より約7年ぶり、ライブ・アルバムとしては2009年の『18時開演〜TAKURO YOSHIDA LIVE at TOKYO INTERNATIONAL FORUM〜』より約4年ぶりの新作となった。
今回のライブは2000年代に行われていたビッグバンドでの演奏とは打って変わり、LOVE LOVE あいしてるで共演していた武部聡志、鳥山雄司を中心に編成された少人数のバンドで演奏されている。
「ふゆがきた」は1998年に加藤紀子に提供した楽曲であり、本作で初めてセルフカバーされた。
2013年2月11日付オリコン週間DVDランキングで総合6位を記録した。ポール・マッカートニーが『ポール・マッカートニー・アンソロジー1970-2005』（2007年11月発売）で記録した65歳5ヶ月を1年5ヶ月更新した66歳10ヶ月でのTOP10入りを記録し、史上最年長記録を更新した。

## 収録曲

### BD・DVD
1. ロンリー・ストリート・キャフェ
2. 落陽
3. こうき心
4. 僕の道
5. 白夜
6. 家へ帰ろう
7. ウィンブルドンの夢
8. Voice
9. 白いレースのひがさ
10. 虹の魚
11. 慕情
12. 歩こうね
13. 花の店
14. 伽草子
15. 流星
16. 全部だきしめて
17. 春だったね
18. 僕達はそうやって生きてきた
19. 純情
20. リンゴ
21. 外は白い雪の夜

### CD

#### Disc 1
1. ロンリー・ストリート・キャフェ
2. 落陽
3. こうき心
4. 僕の道
5. 白夜
6. 家へ帰ろう
7. ウィンブルドンの夢
8. Voice
9. 白いレースの日傘
10. 虹の魚
11. ふゆがきた

#### DISC 2
1. 慕情
2. 歩こうね
3. 花の店
4. 伽草子
5. 流星
6. 春だったね
7. 僕達はそうやって生きてきた
8. 純情
9. リンゴ
10. 外は白い雪の夜

## 参加ミュージシャン
- 武部聡志 Music Director/Arrange/Keyboard
- 鳥山雄司 Arrange/Guitar
- 宮田繁男 Drums
- 松原秀樹 Bass
- 渡辺格 Guitar
- 朝倉真司 Percussion
- 今井マサキ Chorus
- 大嶋吾郎 Chorus
- 岩﨑元是 Chorus
- 山中雅文 Manipulator